# Горнє Базє
Горнє Базє (хорв. Gornje Bazje) — населений пункт у Хорватії, у Вировитицько-Подравській жупанії у складі громади Лукач.

## Населення
Населення за даними перепису 2011 року становило 498 осіб.
Динаміка чисельності населення поселення:

## Клімат
Середня річна температура становить 11,57 °C, середня максимальна – 26,68 °C, а середня мінімальна – -5,78 °C. Середня річна кількість опадів – 752 мм.
| Клімат поселення                              | Клімат поселення | Клімат поселення | Клімат поселення | Клімат поселення | Клімат поселення | Клімат поселення | Клімат поселення | Клімат поселення | Клімат поселення | Клімат поселення | Клімат поселення | Клімат поселення | Клімат поселення |
| Показник                                      | Січ.             | Лют.             | Бер.             | Квіт.            | Трав.            | Черв.            | Лип.             | Серп.            | Вер.             | Жовт.            | Лист.            | Груд.            |                  |
| Середній максимум, °C                         | 6,37             | 8,48             | 13,16            | 17,74            | 23,24            | 26,68            | 25,42            | 24,90            | 20,26            | 15,20            | 9,77             | 4,99             |                  |
| Середня температура, °C                       | 0,30             | 2,40             | 7,08             | 11,69            | 17,16            | 20,59            | 21,94            | 21,42            | 16,79            | 11,70            | 6,30             | 1,50             |                  |
| Середній мінімум, °C                          | −5,78            | −3,67            | 1,00             | 5,59             | 11,10            | 14,52            | 18,46            | 17,94            | 13,30            | 8,24             | 2,82             | −1,97            |                  |
| Норма опадів, мм                              | 44               | 39               | 46               | 59               | 73               | 88               | 72               | 76               | 64               | 63               | 73               | 55               |                  |
| Середньомісячна швидкість вітру, м/с          | 2.20             | 2.50             | 2.80             | 2.70             | 2.40             | 2.21             | 2.20             | 2.00             | 2.00             | 2.00             | 2.20             | 2.30             |                  |
| Середньомісячна сонячна радіація, кДж/м²·день | 4107             | 6866             | 10770            | 15256            | 19389            | 21519            | 22264            | 19717            | 14582            | 8982             | 4622             | 3357             |                  |
| --------------------------------------------- | ---------------- | ---------------- | ---------------- | ---------------- | ---------------- | ---------------- | ---------------- | ---------------- | ---------------- | ---------------- | ---------------- | ---------------- | ---------------- |
| Джерело:                                      |                  |                  |                  |                  |                  |                  |                  |                  |                  |                  |                  |                  |                  |